# 中星18号
中星18号卫星是由中国航天科技集团公司下属中国卫星通信集团有限公司的一颗通信卫星。2019年8月19日20时03分在西昌卫星发射中心由长征三号乙改二型发射，成功进入预定轨道，但卫星工作异常。
2019年11月19日，中国卫通发布公告称经过抢救未能与卫星建立有效连接，后续与卫星建立连接的可能性很低，即使重新建立连接，卫星也不具备正常通信服务能力。中星18号卫星项目为民用卫星项目，总投资额为人民币151,758.65万元，2019年12月18日，中国卫通称获得2.5亿美元保险理赔款。

## 搭载设备
中星18号卫星首次采用东方红四号增强型平台，平台由中国空间技术研究院负责研制，载荷由法国泰雷兹阿莱尼亚宇航公司研制，支持14个ka频段波束、30个ku频段和2个kaBSS转发器，总通信容量达10Gb。